# Kovács Jenő (szobrász)
Kovács Jenő magyar szobrászművész.

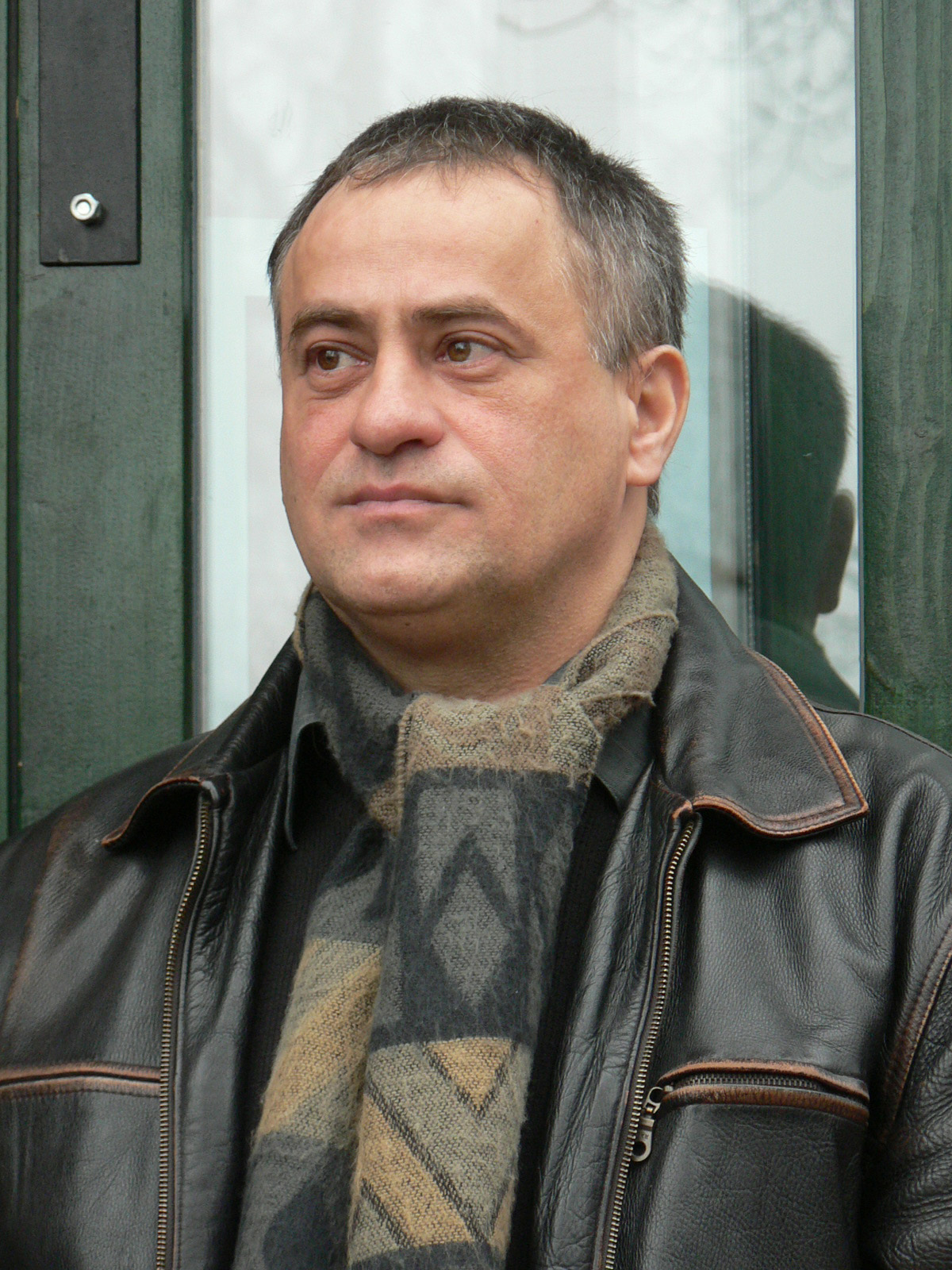
Kovács Jenő szobrászművész (2009)

Kapolcson tevékenykedő szobrászművész, több alkotása révén szoros a kötődése a Budapest környéki települések német kisebbségeihez is. Első köztéri szobra 1996-ban, a magyarországi németek kitelepítésének 50. évfordulója alkalmából valósult meg Solymáron, ahova Ladocsi Gáspár akkori tábori püspök ajánlotta be fiatal szobrászként, a készülő kitelepítési emlékmű elkészítésére. Azóta egybeforrt a neve a solymári sváb hagyományőrzéssel, hiszen ő készítette a katolikus templom bejárata előtt álló „Hagyomány” szoborpárt (2006), majd néhány évvel később a helyi általános iskola udvarán álló, Hunyadi Mátyást ábrázoló szobrot, 2016-ban pedig a település vasútállomásán, a magyarországi németek kitelepítésének 70. évfordulója alkalmából felavatott emlékmű bronz domborművét is.
Széles körben ismert szobra Dunabogdány kitelepítési emlékműve, de hasonlóképpen Veresegyházon is bekapcsolódott a helyi értékek megőrzésébe: ottani alkotása egy családtörténeti kiállítás része, amelyben a régi veresegyházi családoknak állítottak emléket, konkrét nevekkel, konkrét képekkel elkészített művészi kidolgozású családfák formájában. 2010-ben lett felavatva ugyanott a tíz évvel korábban elkészített, Petőfit ábrázoló szobra. Megtalálhatók az alkotásai Esztergomban is, pl: Szent György szobor a rendőrség előtt, Szent Flórián a tűzoltóságnál. Egerben a püspöki palota udvarán lett felavatva Árpád-házi Szent Erzsébet szobra, mely Seregély István egri érsek felkérésére készült a Szent Erzsébet-emlékévhez kapcsolódóan. A 2012-es év új alkotása volt a Grosics Labdarúgó Akadémia Gyulán létrehozott Grosics-szobra.( végül Szegeden a Szent Gellért fórum területén lett felállítva!)
További alkotásai: Nagybajcson Szent György szobra; a szegedi püspöki palotánál Szent Gellért, Szent László és Mária a kis Jézussal. 2014-ben Szegeden egy holokauszt-emlékművét is felavatták. Ezt követően egy Gulág-emlékoszlop is készült, melyet a Dóm keleti tornya mellett állítottak fel.
A szeged-csanádi egyházmegye megbízásából készített az elmúlt években több újonnan épülő templomba díszeket, berendezési tárgyakat oltárképeket, stb.
Nagylak (2014), Békéssámson (2015), Tarhos (2019), Derekegyház (2019), Pusztaszer (2021). 
Egerben 2018-ban a püspöki palota udvarán, a Szent Erzsébet szoborral szemben avatták fel az egyházmegye alapítójának, Szent Istvánnak a szobrát.  
2019-ben a felújított Eszterházy téren szeptember 29-én leplezték le a művész Eszterházy Károly egri püspökről készült, egész alakos szobrát. Az alkotás az Egri Főegyházmegye, az Eszterházy Károly Egyetem és Eger város összefogásából készült el. 2020-ban Diósgyőrben, a II. János Pál pápa téren állították fel Szent II. János Pál pápát ábrázoló szobrát.